# Linda (odling)
|  | Wiktionary har en ordboksartikel om linda. |

Linda är en slags markträda inom växtodlingen.
Vanligtvis odlade man i tvåsäde eller tresäde, men man kunde också odla i ensäde, vilket innebär att man odlar upp hela åkerns areal. Efter ett par år (beroende på vad som odlas) är marken utsugen på näringsämnen och måste läggas i träda.
Om man fortsätter att odla blir den till slut så näringsfattig att trädan är oundviklig.
Det kan sedan ta upp till 20 år innan marken är fullt odlingsbar igen. Denna långvariga träda kallas för linda.